# イヨハ理ヘンリー
イヨハ 理 ヘンリー（イヨハ おさむ ヘンリー、1998年6月23日 - ）は、愛知県江南市出身のプロサッカー選手。Jリーグ・RB大宮アルディージャ所属。ポジションはディフェンダー（センターバック、左サイドバック）。

## 経歴

### プロ入り前
ナイジェリア人の父と日本人の母の間に生まれた。高校3年時の2016年はサンフレッチェ広島ユースの主将を務め、3バックの中心選手として活躍した。高円宮杯U-18サッカーリーグ プレミアリーグWEST優勝に貢献しながらも、その一方で2種登録選手として多くの時間をトップチームとの練習で過ごした（2種登録期間は背番号38を着用した）。9月1日、来期から正式にサンフレッチェ広島のトップチームに昇格することが決まった。

### サンフレッチェ広島
2017年よりサンフレッチェ広島にトップ昇格した。2018年1月5日、FC岐阜に期限付き移籍で加入した。
2021年、鹿児島ユナイテッドFCに期限付き移籍で加入した。同年2月27日、トレーニング中に負傷。右大腿直筋肉離れで治療期間は約10週間との診断を受ける。結果的に序盤の出遅れが尾を引き、出場機会がなかなか得られないままシーズンを終えた。
2022年、ロアッソ熊本に期限付き移籍で加入した。1年を通してチームの躍進に貢献し、J1昇格プレーオフでは3試合で2得点を記録した。シーズン終了後、移籍期間満了により退団した。
2023年、京都サンガF.C.に期限付き移籍で加入した。
2024年、サンフレッチェ広島に復帰した。
2025年6月、RB大宮アルディージャに期限付き移籍で加入した。

## 所属クラブ
- FC.フェルボール愛知（江南市立布袋中学校）
- サンフレッチェ広島ユース（広島県立吉田高等学校）
  - 2016年 サンフレッチェ広島（2種登録選手）
- 2017年 - サンフレッチェ広島
  - 2018年 - 2020年 FC岐阜（期限付き移籍）
  - 2021年 鹿児島ユナイテッドFC（期限付き移籍）
  - 2022年 ロアッソ熊本（期限付き移籍）
  - 2023年 京都サンガF.C.（期限付き移籍）
  - 2025年6月 - RB大宮アルディージャ（期限付き移籍）

## 個人成績
| 国内大会個人成績 | 国内大会個人成績 | 国内大会個人成績 | 国内大会個人成績 | 国内大会個人成績 | 国内大会個人成績 | 国内大会個人成績 | 国内大会個人成績 | 国内大会個人成績 | 国内大会個人成績 | 国内大会個人成績 | 国内大会個人成績 |
| 年度             | クラブ           | 背番号           | リーグ           | リーグ戦         | リーグ戦         | リーグ杯         | リーグ杯         | オープン杯       | オープン杯       | 期間通算         | 期間通算         |
| 年度             | クラブ           | 背番号           | リーグ           | 出場             | 得点             | 出場             | 得点             | 出場             | 得点             | 出場             | 得点             |
| 日本             | 日本             | 日本             | 日本             | リーグ戦         | リーグ戦         | リーグ杯         | リーグ杯         | 天皇杯           | 天皇杯           | 期間通算         | 期間通算         |
| ---------------- | ---------------- | ---------------- | ---------------- | ---------------- | ---------------- | ---------------- | ---------------- | ---------------- | ---------------- | ---------------- | ---------------- |
| 2017             | 広島             | 25               | J1               | 0                | 0                | 0                | 0                | 1                | 0                | 1                | 0                |
| 2018             | 岐阜             | 27               | J2               | 11               | 0                | -                | -                | 0                | 0                | 11               | 0                |
| 2019             | 岐阜             | 27               | J2               | 6                | 0                | -                | -                | 1                | 0                | 7                | 0                |
| 2020             | 岐阜             | 27               | J3               | 24               | 1                | -                | -                | -                | -                | 24               | 1                |
| 2021             | 鹿児島           | 15               | J3               | 12               | 0                | -                | -                | 0                | 0                | 12               | 0                |
| 2022             | 熊本             | 3                | J2               | 38               | 2                | -                | -                | 1                | 0                | 39               | 2                |
| 2023             | 京都             | 24               | J1               | 18               | 0                | 4                | 0                | 1                | 1                | 23               | 1                |
| 2024             | 広島             | 27               | J1               | 3                | 0                | 1                | 0                | 0                | 0                | 4                | 0                |
| 2025             | 広島             | 27               | J1               | 0                | 0                | 0                | 0                | 0                | 0                | 0                | 0                |
| 2025             | 大宮             | 13               | J2               |                  |                  | -                | -                | -                | -                |                  |                  |
| 通算             | 日本             | 日本             | J1               | 21               | 0                | 5                | 0                | 2                | 1                | 28               | 1                |
| 通算             | 日本             | 日本             | J2               | 55               | 2                | -                | -                | 2                | 0                | 57               | 2                |
| 通算             | 日本             | 日本             | J3               | 36               | 1                | -                | -                | 0                | 0                | 36               | 1                |
| 総通算           | 総通算           | 総通算           | 総通算           | 112              | 3                | 5                | 0                | 4                | 1                | 121              | 4                |

- 2016年（2種登録）は出場なし

その他の公式戦
- 2022年 
  - J1参入プレーオフ 3試合2得点

出場歴
- Jリーグ初出場 - 2018年2月25日 J2第1節・アビスパ福岡戦（レベルファイブスタジアム）
- Jリーグ初得点 - 2020年10月25日 J3第23節・いわてグルージャ盛岡戦（北上総合運動公園陸上競技場）

## タイトル

### チーム
サンフレッチェ広島ユース
- 高円宮杯U-18サッカーリーグ プレミアリーグWEST（2016年）

## 代表歴
- U-15日本代表
  - AFC U-16選手権予選（2013年）
- U-16日本代表
  - 第11回デッレナツィオーニトーナメント（2014年）